# Melanagromyza alternata
Melanagromyza alternata este o specie de muște din genul Melanagromyza, familia Agromyzidae, descrisă de Spencer în anul 1961. Conform Catalogue of Life specia Melanagromyza alternata nu are subspecii cunoscute.